# Radostowa
Radostowa – szczyt w Górach Świętokrzyskich, w paśmie Łysogór, położony na terenie Podkieleckiego Obszaru Chronionego Krajobrazu. 451 m n.p.m.
Wzgórze zbudowane jest z kwarcytów kambryjskich. Od strony zachodniej ograniczone jest przełomem rzeki Lubrzanki. Od strony wschodniej przechodzi w Wymyśloną i dalej w Kraiński Grzbiet, łączący Radostową z Łysicą. Północny stok, oraz częściowo stok zachodni, porośnięte są lasem. Od południa znajdują się wąwozy z usłanym kamieniami dnem, tzw. kamecznice (Podmąchocka i Bęczkowska). Przez górę przechodzi  Główny Szlak Świętokrzyski im. Edmunda Massalskiego z Gołoszyc do Kuźniaków.

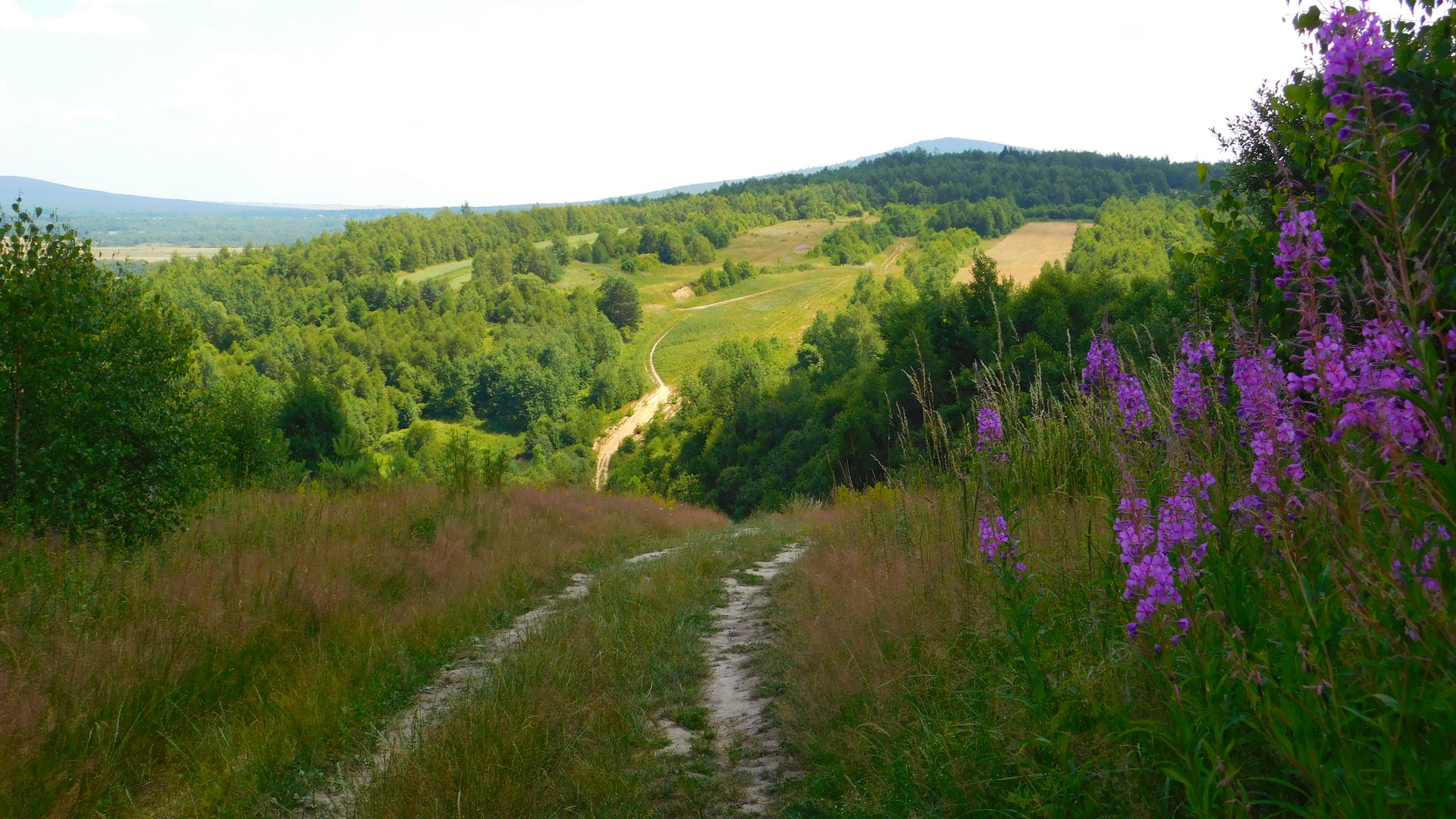
Widok z masywu Radostowej na Wymyśloną. W tle Łysogóry.

Na północno-zachodnim stoku góry znajduje się trasa narciarska, z wyciągiem talerzykowym. Trasa ma 800 m długości i od 50 do 200 m szerokości. Różnica poziomów wynosi 105 m.
Na szczycie góry znajduje się znak pomiarowy, nad którym wznoszą się pozostałości wieży triangulacyjnej, oraz zarośnięte już gołoborze.
Góra Radostowa jako strefa ochrony konserwatorskiej, została wpisana do rejestru zabytków nieruchomych (nr rej.: A.316 z 18.08.1978 i z 22.04.1996).
U stóp góry, we wsi Ciekoty wychował się pisarz Stefan Żeromski, który nazywał Radostową – Górą Domową.
W latach trzydziestych XX wieku, w Kielcach wydawany był periodyk regionalny „Radostowa”, którego nazwa nawiązywała do tej góry.
Nazwa „Radostowa” jest identyczna jak nazwa czeskiej góry Radhošť. Oba określenia wzięły się prawdopodobnie od imienia słowiańskiego boga gościnności, Radogosta.